# Devon Austin
Devon Andre Austin (ur. 4 października 1987 w White Plains) – amerykański koszykarz, występujący na pozycji skrzydłowego.
15 lutego 2016 roku opuścił klub AZS-u Koszalin, umowa została rozwiązana za porozumieniem stron.

## Osiągnięcia
NCAA
- Wybrany do składu All-MAAC Third Team (2007)[2]
- Zaliczony do MAAC All-Rookie Team (2006)[2]
- Wybrany do All-Metropolitan Third Team (2007)[3]